# ティファニー・ストラットン
ティファニー・ストラットン（Tiffany Stratton、1999年5月1日 - ）は、アメリカ合衆国ノースカロライナ州レイク出身のプロレスラー。WWE所属。本名はジェシカ・ウォイニルコ
（Jessica Woynilko）。

## 来歴
NXTと契約を結び、リングネームをティファニー・ストラットンに変更。その後、2021年12月28日にデビューを果たす。NXTブレイクアウト・トーナメントでニッキータ・ライオンズが怪我をしたため、代わりとして出場した。初戦ではファロン・ヘンリーを破り決勝戦へと進んだが、ロクサーヌ・ぺレスに敗北。頭部に怪我を負い、離脱した。2023年1月10日のニューイヤーズ・イービルで復帰した。
2025年4月、レッスルマニア41でシャーロット・フレアーを相手にWWE女子王座の防衛に成功した。

## 入場曲
- Daddy's Litch Rich Garl